# Kam-Tai jezici
Kam-Tai jezici (privatni kod: kamt), jedna od glavnih skupina porodice tai-kadai raširenih u Indokini (Tajland, Vijetnam) i Kini. Obuhvaća (62) jezika u 3 uže skupie: Be-Tai, Kam-Sui i Lakkja.
a) Be-Tai jezici (50)
a1. Be (1), Kina: lingao.
a2. Tai-Sek jezici (49), Laos, Vijetnam:
a. Sek (1), Laos: saek.
b. Tai (48), Kina, Vijetnam, Laos, Tajland, Indija, Burma: ahom, aiton, bouyei, cao lan, e, južni thai, južni zhuang, khamti, khamyang, khün, kuan, lao, lü, nung, nyaw, pa di, phake, phu thai, phuan, pu ko, rien, shan,  sjeverni thai, sjeverni zhuang, sjeveroistočni thai, tai daeng, tai dam, tai do, tai dón, tai hang tong, tai hongjin, tai long, tai mène, tai nüa, tai pao, tai thanh, tai ya, tày, tay khang, tày s pa, tày tac, thai, thai song, thu lao, ts'ün-lao, turung, yong, yoy.
b) Kam-Sui jezici (11), Kina: ai-cham, biao, cao miao, južni dong, kang, mak, maonan, mulam, sjeverni dong, sui, t’en.
c) Lakkja jezici (1), Kina: lakkia.

## Vanjske poveznice
- Ethnologue (14th)
- Ethnologue (15th)